# Магьосникът от Чосон
Магьосникът от Чосон (на корейски: 조선마술사, на английски: The Magician) е южнокорейски исторически фентъзи филм, режисиран от Ким Те Сънг. Филмът излиза през декември 2015 г. Разказва историята за известния магьосник от епохата Чосон, който се влюбва в принцеса, която е годеница на принца от династията Цин.

## Сюжет
След като Чосон губи битката си с Цин, чосонската принцеса е принудена да се омъжи за принца на Цин. По пътя към новия си дом и бъдещия си съпруг принцесата и сватбеният ѝ ескорт спират в Ъичу, където се подвизава известният с магиите си Хуан Хи, магьосникът. Без да подозира, че това е принцесата, Хуан Хи ѝ дава сърцето си.

## Актьорски състав
- Ю Сънг Хо
- Го Ара
- Квак До Уон
- Чо Юн Хи
- Чанг Ю Санг
- И Джин Куон
- И Гьонг Йонг

## Прием
Филмът дебютира на шесто място в корейския боксофис и печели 3,21 млн. щ.д. през седмицата на премиерата си.